# Richard LeParmentier
Richard LeParmentier (16 de julio de 1946 - 15 de abril de 2013) fue un actor estadounidense que trabajaba principalmente en Inglaterra, más conocido por su papel como el almirante Motti en Star Wars: Episodio IV - Una nueva esperanza (1977) y el teniente Santino de la policía mordaz en ¿Quién engañó a Roger Rabbit?.

## Biografía
LeParmentier apareció en más de 50 películas y programas de televisión. Nació en Pittsburgh, Pensilvania. No obstante, sus padres eran de la isla de Guernsey e Irlanda respectivamente. Se trasladó al Reino Unido en 1974. Su papel más destacado fue el de Almirante Motti, el oficial Imperial arrogante que se ahogó por Darth Vader en Star Wars (1977). Su último papel en el cine fue en 1992, y de 1988 a 1992, también estuvo trabajando como guionista para la televisión británica. Hizo un cameo para Kinect Star Wars 2012, un juego de la consola Xbox 360 que recreaba una de las escenas de Star Wars.
En 2004, trabajó por primera vez como actor de voz en un videojuego llamado Soldiers: Heroes of World War II, en el que dobló al narrador.
LeParmentier vivía en su casa de Bath, Somerset, Inglaterra, pero falleció en el hogar de unos familiares, situado en Austin, Texas a la edad de 66 años.

## Vida privada
LeParmentier estuvo casado previamente con la actriz británica Sarah Douglas, quien es conocida por interpretar el papel de Ursa en Superman y Superman II. Asimismo, ambos aparecieron juntos en las películas de Rollerball y The People That Time Forgot, además de en Superman II.

## Filmografía
- Stardust (1974) — Felix Hoffman
- Rollerball (1975) — Ayudante de Bartholomew
- Star Wars: Episodio IV - Una nueva esperanza (1977) — Admiral Motti
- The People That Time Forgot (1977) — Alférez Whitby
- Lillie (1978) (serie de televisión) — Tercer reportero
- The Music Machine (1979) — Jay Reltano
- Silver Dream Racer (1980) — Periodista
- Superman II (1980) — Reportero
- Octopussy (1983) — Teniente
- Murder, She Wrote (1985) (serie de televisión) — Kates
- London Embassy (1987) (miniserie) — Al Sanger
- ¿Quién engañó a Roger Rabbit? (1988) — Teniente Santino
- Capital City (1989) (serie de televisión) — Lee Wolf
- The Berlin Conspiracy (1992) — Coronel Gurnheim
- Soldiers: Heroes of World War II (2004) (videojuego; voz) — Narrador